# Roland Green
Roland Green (Victoria, 19 juli 1974) is een voormalig Canadees mountainbiker en wielrenner. Hij was prof van 2001 tot 2002 en is tweevoudig wereldkampioen mountainbike (2001 en 2002). Green eindigde op de veertiende plaats in de olympische mountainbikerace in 2000 (Sydney).

## Overwinningen

### Wegwielrennen
1995
- Nationaal kampioenschap individuele tijdrit, elite

1999
- 2e etappe Redlands Bicycle Classic

2001
- 1e etappe Redlands Bicycle Classic
- 3e etappe Redlands Bicycle Classic

2002
- 3e etappe Redlands Bicycle Classic

### MTB
| Seizoen | Wereldbeker                                  | Kampioenschappen | Overige                                                         | Totaal aantal zeges |
| ------- | -------------------------------------------- | ---------------- | --------------------------------------------------------------- | ------------------- |
| 1995    |                                              |                  |                                                                 | 0                   |
| 1996    |                                              | CK               |                                                                 | 1                   |
| 1997    |                                              |                  |                                                                 | 0                   |
| 1998    |                                              | CK               |                                                                 | 1                   |
| 1999    |                                              |                  |                                                                 | 0                   |
| 2000    |                                              |                  |                                                                 | 0                   |
| 2001    | Houffalize, Mont Sainte-Anne, Eindklassement | WK, CK           | NORBA Classic, West-Virginia, Vermont, Californië,              | 9                   |
| 2002    |                                              | WK               | Vermont, Wisconsin, West-Virginia, Rivington, Sea Otter Classic | 5                   |
| 2003    |                                              | CK               | Sea Otter Classic                                               | 2                   |
| 2004    |                                              |                  |                                                                 |                     |
| 2005    |                                              |                  |                                                                 | 0                   |

Wielerploegen van Roland Green
Armstrong ·
Barthe ·
Burrow · 
Casey ·
Cruz ·
Dean ·
Green ·
Hamilton · 
Heras ·
Hincapie ·
Jekimov   · 
Joachim ·
Kjærgaard ·
Labbe ·
Leipheimer · 
McRae · 
Peña ·
Rubiera ·
Vande Velde ·
Vasseur ·
Ventura ·
White ·
Zabriskie · 
Boonen (stagiair)
Armstrong ·
Barry ·
Beltrán · 
Cruz ·
Green ·
Heras ·
Hincapie ·
Jekimov   · 
Joachim ·
Kjærgaard ·
Kluck · 
Labbe ·
Landis · 
Michajlov · 
Padrnos ·
Peña ·
Rubiera ·
van Heeswijk ·
Vande Velde ·
Ventura ·
White ·
Zabriskie